# 鹿儿岛县立短期大学
鹿儿岛县立短期大学（日语：／ Kagoshima Kenritsu Tanki Daigaku *），简称县短，是一所位于日本鹿儿岛县鹿儿岛市的公立短期大学。

## 概要

### 简介
- 学校最早可以追溯到1922年[1]。短期大学为于1950年开办[2]、由鹿儿岛县经营。为男女同校从开办

### 历史
- 1950年 鹿儿岛县立大学短期大学部成立并同时设置两个学科、以下列举。
  - 文科
  - 家政科
- 1951年 两个学科成立、以下列举[2]。
  - 电气科第二部（招生到于1957年、停办于1960年）
  - 商经科
    - 第一部
    - 第二部
- 1958年 校名为鹿儿岛县立短期大学[2]。
- 1959年 校园迁到。
- 1977年 家政科分离为两个专攻、以下列举。
  - 服装专攻[注 2]
  - 食物营养专攻
- 1978年 文科分离为两个专攻、以下列举[2]。
  - 日文专攻
  - 英文专攻
- 1995年 学科和专攻改名为、以下列举[2]。
  - 家政科→生活科学科
    - 服装专攻[注 2]改编为生活科学专攻

  - 文科→文学科
    - 日文专攻→日语日本文学专攻
    - 英文专攻→英语英文学专攻

  - 商経科→商経学科。分离为两个专攻、以下列举。
    - 经济专攻
    - 経営信息专攻

### 宪章
- 请参看鹿儿岛县立短期大学的标志 （页面存档备份，存于） （日語） 2014年5月25日阅览。

## 学校环境
- 校区：在鹿儿岛县鹿儿岛市

## 历任校长
- 种村完司：现在短期大学校长[3]

## 组织

### 学科
- 文学科 
  - 日语日本文学专攻
  - 英语英文学专攻
- 生活科学科   
  - 生活科学专攻
  - 食物营养专攻
- 商经学科 
  - 第一部
    - 经济专攻
    - 经营信息专攻

  - 第二部

### 前学科
| - 电气科第二部 |

### 专科
| - 没有 |

### 业余课程
| - 没有 |

### 附属机关
| - 图书馆 |

## 相关链接
- 日本短期大学列表